# Sei Kuruk III
Sei Kuruk III is een bestuurslaag in het regentschap Aceh Tamiang van de provincie Atjeh, Indonesië. Sei Kuruk III telt 1801 inwoners (volkstelling 2010).